# Kelneki vár
A kelneki vár műemlék Romániában, Fehér megyében. A romániai műemlékek jegyzékében az AB-II-a-A-00196 sorszámon szerepel. Az Erdély erődtemplomos falvai csoport tagjaként a világörökség része.

## Története
A település nevét 1269-ben Kelnuk néven említik először. Az egykor székelyek lakta Kelnik lakosai a 12. században innen települtek át Sepsikálnokra. Kelnek román stílusú templomát is még ők építették a 12. században, majd a Kelneki család lakótornyot építtetett mellé. A szászok kettős védőfallal vették körül, lakótornyát megmagasították. Az erősség ellenállt Mihály vajda 1599. évi és a tatárok 1658. évi ostromának is.
A vár a 18. század óta pusztul.

## Galéria

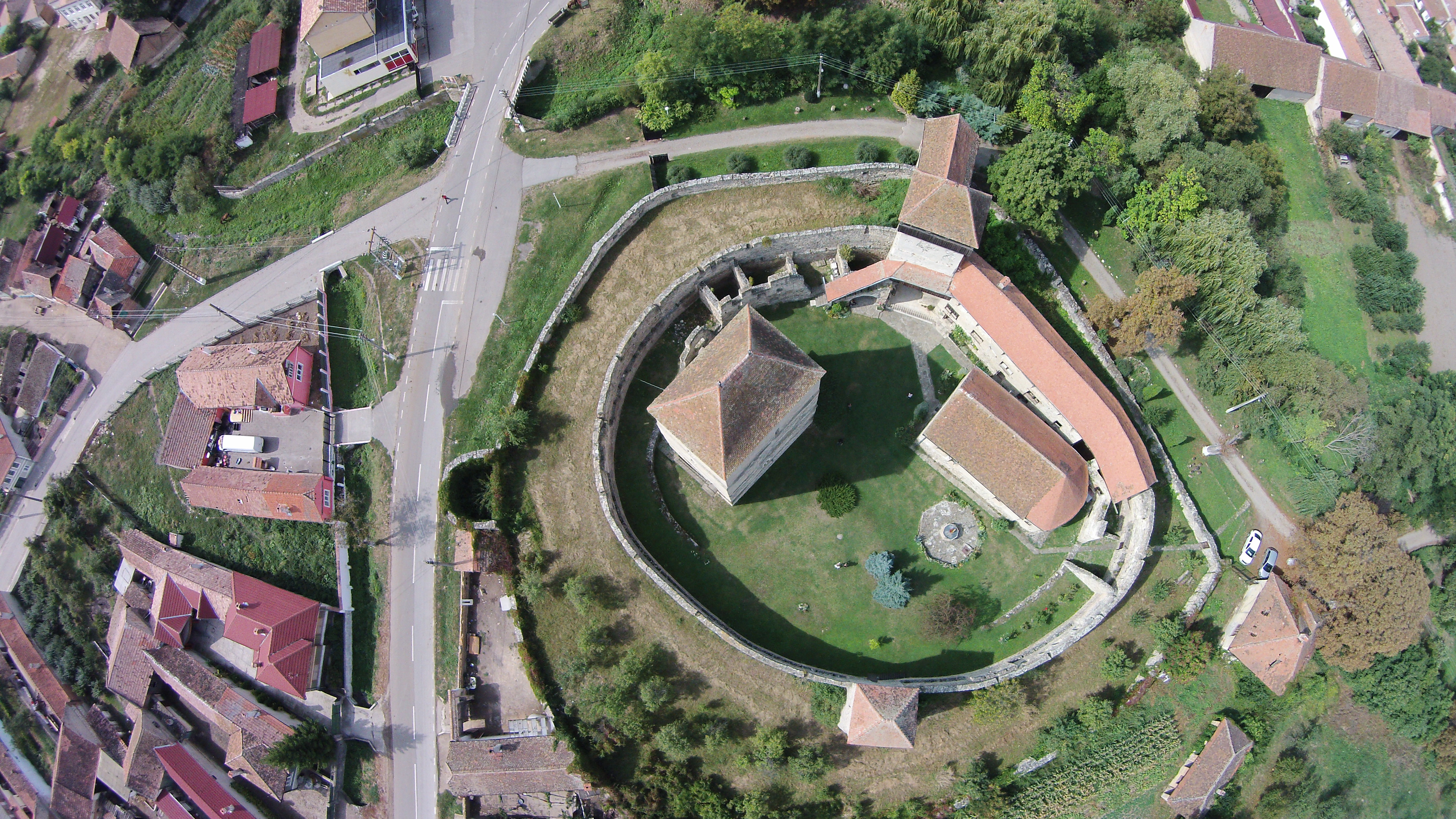
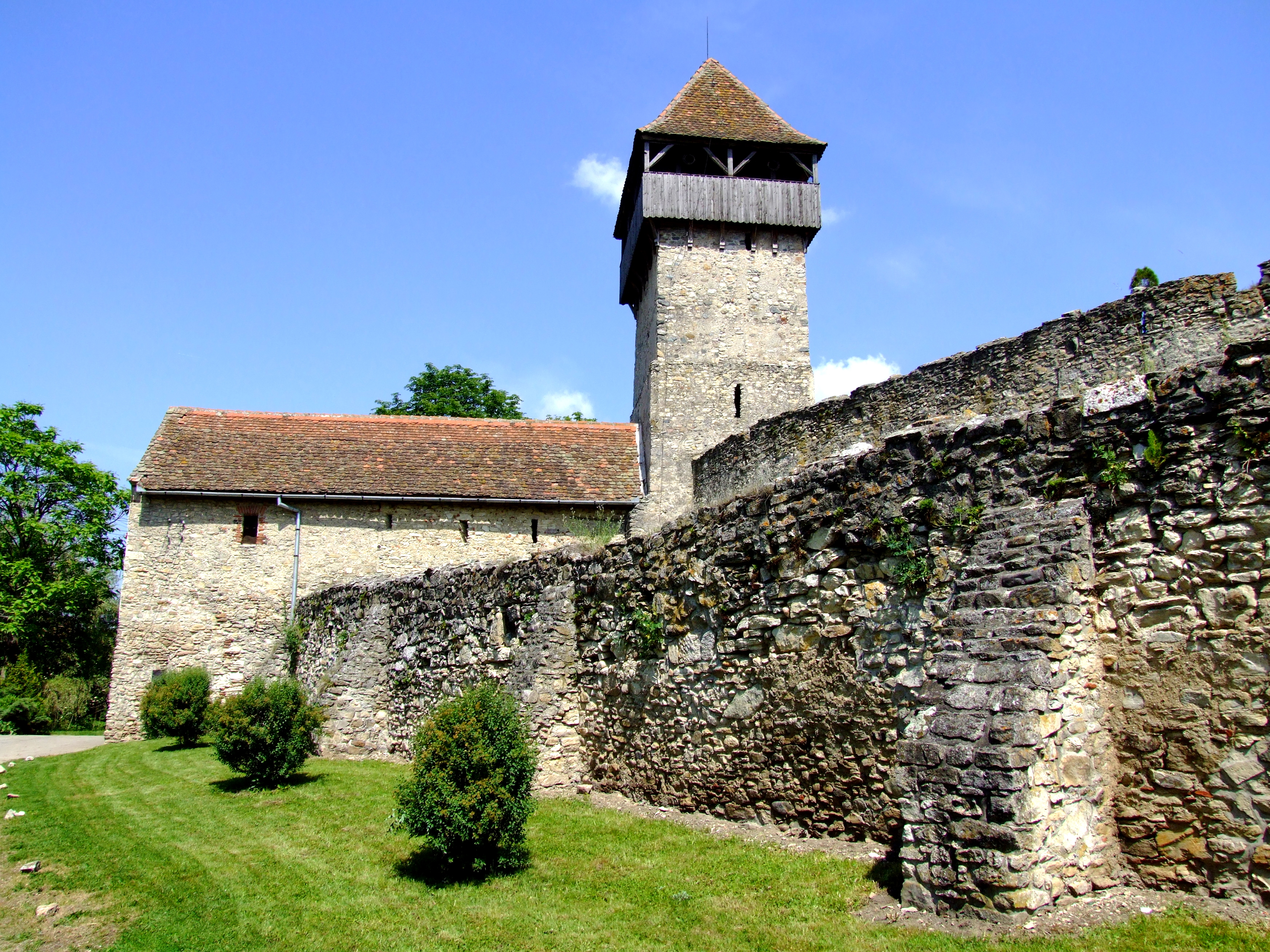
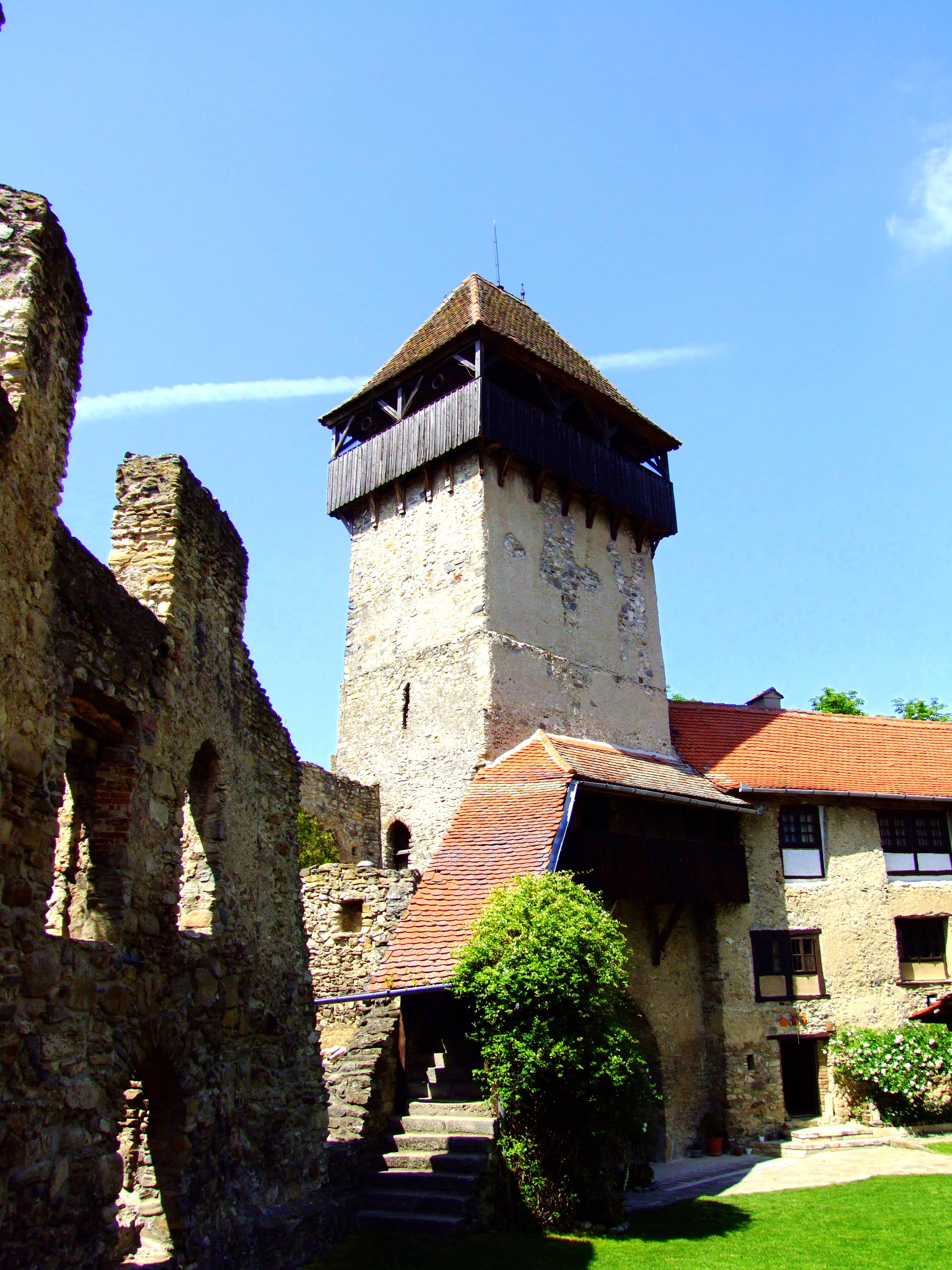
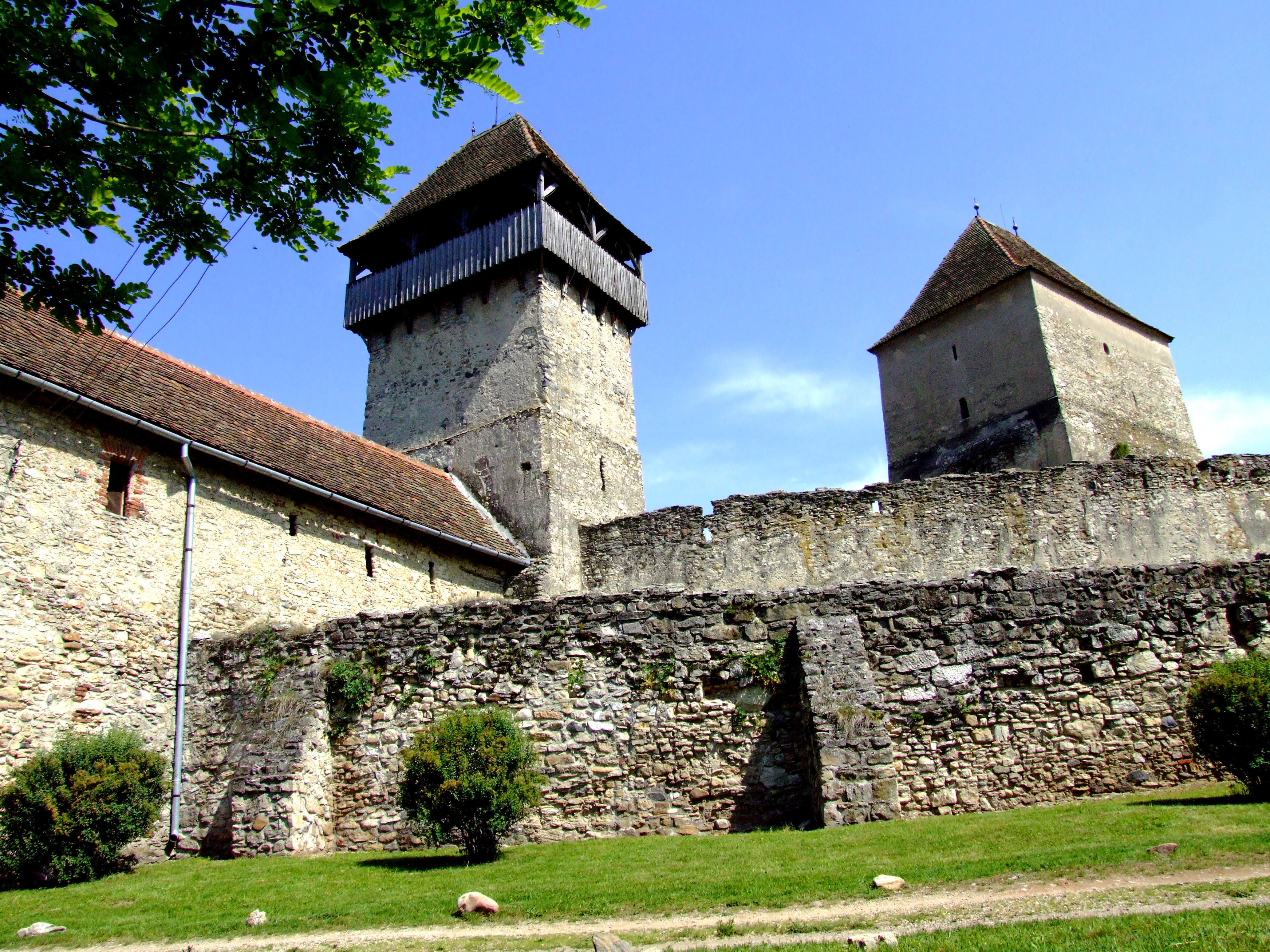